# Astrid Paprotta
Astrid Paprotta, née le 31 mai 1957 à Düren dans le land de la Rhénanie-du-Nord-Westphalie, est une romancière, essayiste, journaliste et scénariste allemande. Elle a remporté les deux principaux prix de littérature policière allemande pour ses écrits.

## Biographie
Elle naît à Düren dans le land de la Rhénanie-du-Nord-Westphalie en 1957. Elle étudie la psychologie et l'éducation spécialisée avant de travailler dans différents établissements psychiatriques, puis de devenir journaliste et romancière.
En collaboration avec Regina Schneider, elle publie en 1996 un ouvrage consacré au distributeur allemand ALDI. Elle s'essaie ensuite au roman policier et publie plusieurs titres dans ce domaine, comme La Vérité sans fard (Die ungeschminkte Wahrheit) qui narre l'enquête de la commissaire Ina Henkel dans le milieu de la recherche médicale. Elle obtient le Deutscher Krimi Preis (de) pour ce roman.
Comme scénariste, elle a écrit plusieurs épisodes pour les séries télévisées policières allemandes Tatort, SOKO Wismar et Der Kriminalist.

## Œuvre

### Romans
- Melitta-Mann jagt Dr. Best (1996)
- Der Mond fing an zu tanzen (1997)
- Mimikry (1999)
- Sterntaucher (2002)
- Die ungeschminkte Wahrheit (2004) Publié en français sous le titre La Vérité sans fard, traduction de Gisèle Lanois, Paris, éditions Jacqueline Chambon, coll. « Jacqueline Chambon noir », 2008 (ISBN 978-2-7427-7774-7)
- Die Höhle der Löwin (2005)
- Feuertod (2007)

### Autres publications
- Aldidente - 30 Tage preiswert schlemmen. Ein Discounter wird erforscht (1996, avec Regina Schneider)
- All die Jahre wieder - Geschichten und Rezepte (1997, avec Regina Schneider)
- Wau! - die wunderbare Welt von Hund und Mensch (2001, avec Constanze Kleis)

## Filmographie

### Comme scénariste
- 2009 – 2010 : Tatort, deux épisodes
- 2010 – 2012 : SOKO Wismar
- 2013 – 2015 : Der Kriminalist, deux épisodes

## Prix et distinctions notables
- Deutscher Krimi Preis (de) en 2005 pour La Vérité sans fard (Die ungeschminkte Wahrheit)
- Prix Friedrich-Glauser (de) en 2006 pour Die Höhle der Löwin